# Franziska Alber
Franziska Alber (Hamburgo, 23 de octubre de 1988) es una actriz y presentadora alemana.

## Biografía
Franziska Alber estudió hasta 2009 Producción Multimedia (ciencia de los medios) en la Fachhochschule Kiel. Desde 2009 hasta 2012, interpretó a Delia Seefeld en la serie de televisión juvenil, Das Haus Anubis. Fue seleccionada para el papel sin haber tenido previamente clases de actuación. En 2011 presentó la parte de habla alemana de los Nickelodeon Kids 'Choice Awards de Los Ángeles. Se planificó que los presentara en 2012, pero luego se retiró debido a un resfriado y fue reemplazada por Florian Prokop. En 2012, participó de la película Das Haus Anubis: Pfad der 7 Sünden, retomando su papel de Delia Seefeld. En el mismo año también fue presentadora de la transmisión de Versteckte Kamera-Sendung Cheeese, también en Nickelodeon.
Actualmente reside en Fráncfort del Meno.

## Trayectoria

### Créditos de actuación
| Año       | Título                             | Personaje     | Notas               |
| --------- | ---------------------------------- | ------------- | ------------------- |
| 2009-2012 | Das Haus Anubis                    | Delia Seefeld | Personaje Principal |
| 2012      | Das Haus Anubis: Pfad der 7 Sünden | Delia Seefeld | Personaje Principal |

### Créditos como presentadora
- 2011: Nickelodeon Kids 'Choice Awards con Roman Aebischer
- 2012: Cheeese – Reingefallen!